# Молдован, Хорациу
Хорациу Александру Молдаван (рум. Horațiu Alexandru Moldovan; 20 января 1998, Клуж-Напока, Румыния) — румынский футболист, вратарь испанского клуба «Атлетико Мадрид» и сборной Румынии. Выступает на правах аренды за клуб «Реал Овьедо».

## Клубная карьера
24 января 2024 года Молдован подписал контракт на три с половиной года с испанским клубом «Атлетико Мадрид». Трансфер обошёлся в €800 000.